# CBU-107 Pasivno oružje za napad
CBU -107 Pasivno oružje za napad (Passive Attack Weapon - (PAW)) je vođena bomba koja se baca iz aviona i sadrži metalne penetratorske šipke različitih veličina. Dizajnirana je za napad na ciljeve gde eksplozivni efekat može biti nepoželjan za okolno stanovništvo, kao što su rezervoari za skladištenje goriva ili zalihe hemijskog oružja  u civilnim područjima.

## Opis
Pasivno oružje za napad je neeksplozivno, kinetičko penetraciono oružje za upotrebu protiv osetljivih ciljeva.   Probojne šipke CBU-107 ograničavaju kolateralnu štetu i ne rasipaju potencijalno kontaminirajuće krhotine kada se koriste protiv neprijateljskih zaliha oružja za masovno uništenje. Način na koji PAW funkcioniše je da nakon što se ispusti iz aviona, kontejner ili dozator se otvara na unapred podešenoj visini, omogućavajući pojedinačnim šipkama penetratora da slobodno padnu na zemlju i prodru u svoju metu. Pre udara, njegova unutrašnja komora počinje da se rotira, a projektili se brzo uzastopno izbacuju centrifugalnom silom, prodirući u mete u radijusu od 200 stopa. Oružje sadrži penetrirajuće projektile različitih veličina, ali ne i eksploziv, tako da ima samo minimalne kolateralne štete.  Pasivno oružje za napad CBU-107 može uništiti sumnjive biološke i hemijske objekte bez rasipanja opasnih ostataka. Napunjen je sa 3.700 neeksplozivnih penetratora. Oružje je dizajnirano za upotrebu protiv ciljeva kao što su zalihe biološkog oružja ili laboratorije u kojima su eksplozivi. Oružje drži 350 komada 14-in. štapova, 1.000 komada 7-in. šipakaka i 2.400 komada 2-in. štapova. 
Dobra strana ovog oružja je da nema eksploziva u sebi, nego funkcioniše tako što uništava mete prodirući u njih velikom brzinom, znači kinetičkim udarom. Na primer ako bi se gađalo skladište sa gorivom ove šipke bi samo probušile rezervoare i gorivo bi samo iscurelo, bez bilo kakve eksplozije i ne bi se gorivo čak ni zapalilo ili ako postoji radarska antena na vrhu neke zgrade, oružje će prodreti u antenu i onesposobiti je bez uništavanja zgrade. Tako da i ako ostanu na bojnom polju niko ne treba da se brine da li će da eksplodiraju, jer nema eksploziva u tome i to je jedna od dobrih strana ovog oružja jer niko ne strada, kao od drugih kasetnih bombi koje posle dejstava ako neeksplodiraju odmah, onda postoji verovatnoća da će neko da strada ako ih dira. Dok kod ovih CBU-107 nema eksploziva i nema bojazni da će neko da strada. 
Oružje se sastoji od dozatora municije sa korekcijom vetra, opremljenog SUU-66/B taktičkom dozatorom municije, koji sadrži 3.750 neeksplozivnih čeličnih i volframovih penetratorskih šipki različitih veličina. Ovo je jedinstvena verzija bombe i ne postoji druga verzija CBU-107. Oružje se ističe brzinom kojom je razvijeno i postavljeno, ukupno 98 dana (sa potpunom proizvodnjom do 9. marta 2003.).  Ova brzina je bila potrebna zbog mogućnosti nekih novih sukoba, a i te godine je izbio rat protiv Iraka, tako da je taj uspeh u brzini projektovanja i početka proizvodnje donelo razvojnom timu nekoliko nagrada.  CBU-107 je dizajniran za izvođenje ratovanja zasnovanog na efektima, gde se postiže strateški vredan „efekat“ na bojnom polju bez potrebe da se ošteti veliki deo infrastrukture u napadnutoj oblasti. Prodorne šipke su veličine od nekoliko inča do preko jedne stope dugačke i mogu onesposobiti mete kao što su rezervoari za gorivo, antene ili čak helikopter bez nužnog oštećenja ljudi u blizini. Efekat udara CBU-107 štapa je sličan učinku probijanja oklopa stabilizovanim perajima koji probija oklop ispaljen iz tenkovskog topa; ako se ispuste sa dovoljno velike visine da dostignu konačnu brzinu, oni oslobađaju veliku količinu toplote u ograničenom prostoru ekstremno brzo koja isparava i topi se kroz malu površinu. 
CBU-107 ima isti oblik i težinu kao i CBU-103 ili CBU-105 bomba. Ovo je uštedelo vreme razvojnom timu jer nisu morali da vrše provere razdvajanja leta na novom oružju, a softverski paket aviona je isti. Sa stanovišta posade za punjenje, oni tačno znaju kako to da urade jer je isto kao i postojeća porodica oružja VCMD. I isto za vazduhoplovne posade; znaju da ga isporuče, jer ga isporučuju isto kao i ostale bombe. 
Avioni koji su osposobljeni da nose ove bombe su: F-16, B-52 ili F-15E.

## Korišćenje CBU-107 u konfliktima
CBU-107 je prvi put korišćen u napadu na iračko Ministarstvo informacija 28. marta 2003. godine, tokom invazije na Irak 2003. godine. Avion F-16 je noću izbacio ove bombe, a mete su bile dve antenske mreže, koje su obe uništene uz malo štete na MUP-u ili susednim zgradama. 

## Specifikacije
- Smernice: INS
- Nosivost:
  - 350 kom. 35,56 cm (14,00 in) volframove šipke
  - 1.000 kom. 17,8 cm (7,0 in)  volframove šipke
  - 2.400 kom 5,1 cm (2,0 in) čeličnih šipki

## Spoljašnje veze
- Lockheed Martin WCMD (Wind Corrected Munitions Dispenser) - Designation Systems